# Ready (EP của Victon)
Ready là EP thứ hai của nhóm nhạc nam Hàn Quốc VICTON. EP này được phát hành vào ngày 2 tháng 3 năm 2017 bao gồm 5 bài hát. Bài hát Eyez Eyez được sử dụng để quảng bá cho EP này.

## Bối cảnh và phát hành
Ngày 20 tháng 2 năm 2017, công ty chủ quản của nhóm là Plan A Entertainment đã đăng tải một hình ảnh có nội dung "2017.03.02" trên trang mạng xã hội của nhóm, đánh dấu quá trình trở lại sân khấu của nhóm. Hai ngày sau, công ty tiếp tục cho đăng tải danh sách bài hát cũng như sơ lược về phong cách của nhóm trong lần trở lại này. Từ ngày 23 đến 25 tháng 2, hình ảnh của từng thành viên trong lần trở lại này được đăng tải trên các trang mạng xã hôi. Hình ảnh của các thành viên được chia làm 2 phong cách trong sáng và quý ông với tông màu đen trắng. Ngày 27 tháng 2, teaser đầu tiên của bài hát chủ đề được đăng tải, teaser thứ hai cũng đã được đăng tải một ngày sau đó. Cùng ngày 28 tháng 2, bản giới thiệu giai điệu của các bài hát trong EP này cũng đã được đăng tải.
Ngày 2 tháng 3 năm 2017, EP đã được phát hành với định dạng đĩa cứng cũng như nhạc số. Video âm nhạc của bài hát chủ đề cũng đã được đăng tải vào cùng ngày.

## Danh sách bài hát
※ In đậm là bài hát chủ đề.
| STT              | Nhan đề                | Phổ lời                                          | Phổ nhạc                       | Thời lượng |
| ---------------- | ---------------------- | ------------------------------------------------ | ------------------------------ | ---------- |
| 1.               | "Eyez Eyez"            | Beom & Nang, Do Hanse, Byun Moohyuk, 해리안      | Beom & Nang                    | 3:07       |
| 2.               | "In The Air"           | Wiidope, A-Rod, Heo Chan, Do Hanse, 유근호, 유야 | Wiidope, A-Rod, Albi Abertsson | 3:37       |
| 3.               | "Blank" (얼타)         | Beom & Nang, Do Hanse                            | Beom & Nang                    | 3:08       |
| 4.               | "So Bad.." (이 나쁜..) | 멧돼지, mOnSteR nO.9, Han Seungwoo, Do Hanse     | 멧돼지, mOnSteR nO.9           | 3:24       |
| 5.               | "Sunrize"              | Han Seungwoo, Do Hanse                           | Command Freak, Gabriel Brandes | 3:10       |
| Tổng thời lượng: | Tổng thời lượng:       | Tổng thời lượng:                                 | Tổng thời lượng:               | 16:26      |

## Xếp hạng
| Bảng xếp hạng                      | Vị trí cao nhất |
| ---------------------------------- | --------------- |
| Bảng xếp hạng album tuần của Gaon  | 6               |
| Bảng xếp hạng album tháng của Gaon | 12              |
| Bảng xếp hạng album năm của Gaon   |                 |

### Doanh số và chứng nhận
| Nhà cung cấp (2017)         | Số lượng |
| --------------------------- | -------- |
| Bảng xếp hạng đĩa cứng Gaon | 27.395+  |